# 存货单位
存货单位（缩写为SKU，发音/ˌɛsˌkeɪˈjuː/或/skjuː/，发音重拼es-kay-YOO或SKEW），也称为库存单元或库存单位，是一個會計學名詞，定义为存货管理中的最小可用单元，是管理物料库存的计量单位，它是指用于销售、购买以及库存跟踪特定类型的产品、商品或服务，以及与该商品类型相关的所有属性，这些属性使其区别于其他商品类型，对于产品，这些属性可以包括制造商、描述、材质、尺寸、颜色、包装和保修条款（例如纺织品中一个SKU通常表示规格、颜色、款式），在连锁零售门店中有时称单品为一个SKU。当企业记录其库存时，它会计算每个单位或SKU的数量。
SKU也可以指唯一标识符或代码，有时以条形码的形式表示，以便扫描和追踪，指的是特定的库存单位。这些标识符不受监管或标准化。当公司从供应商处收到商品时，可以选择保留供应商的SKU或创建自己的SKU。这使得它们有别于全球贸易项目编号 (GTIN)，后者是标准的全球跟踪单位。通用产品代码 (UPC)、欧洲商品编号 (EAN) 和澳大利亚产品编号 (APN) 是全球贸易项目编号（GTIN）的特例。
最小库存管理单元可以区分不同商品销售的最小单元，是科学管理商品的采购、销售、物流和财务管理以及POS和MIS系统的数据统计的需求，通常对应一个管理信息系统的编码。

## 定義

### 单品
最小库存单元是指包含特定的自然属性与社会属性的商品种类，在零售连锁门店管理中通常称为“单品”。对一种商品而言，当他的品牌、型号、配置、花色、容量、生产日期、保质期、用途、价格、产地等属性与其他商品存在不同时，就是一个不同的最小存货单元。

### 与品种的区别
同样品种的产品，只要在对其进行保存、管理、销售服务上有不同的方式，那么它的最小库存管理单元就不同。

## 软件中的含义
SKU也用于软件和软件即服务 (SaaS)，包括云计算。谷歌（Google）云端平台等云服务提供商将产品或服务的不同可购买版本以SKU的形式呈现。